# Gran Mazinger
Gran Mazinger (グレートマジンガー  Gurēto Majingā?) es el nombre de una serie de manga y anime del artista Gō Nagai, realizado como una sucesión de la exitosa serie Mazinger Z. Originalmente, salió al aire en Japón en el año 1975 por la cadena Fuji TV, inmediatamente después del final de la primera serie de Mazinger y constó de 56 episodios.

## Sinopsis
La historia se centra en Tetsuya Tsurugi, un joven huérfano que creció bajo la tutela de Kenzo Kabuto, quien es el padre del piloto de Mazinger Z, Koji Kabuto. Kenzo Kabuto es el creador de una nueva y mejorada versión de Mazinger, creada a partir de la versión de Mazinger Z de su padre, de estructura fuerte y diseñada para pelear en contra de los nuevo enemigos de la Humanidad, el Imperio de Mikenes, liderado por el Emperador de la Oscuridad y su ejército de robots guerreros. Kenzo le dio el Gran Mazinger a Tetsuya para que lo pilotara, quien es apoyado en combate por Jun Hono, piloto del robot Venus A. Con el Mazinger original debiendo ser restaurado en su totalidad, Koji viaja a Estados Unidos para estudiar exploración espacial, dejando la defensa de Japón en manos de Tetsuya y la Fortaleza de la Ciencia. El entrenamiento de Tetsuya y el Gran Mazinger se completa justo en el momento en que Koji requería su ayuda en la batalla contra las Bestias Guerreras de Mikene. Tetsuya lucha contra estas, e incluso con sus poderosos generales, enfrentándose finalmente en una ardua batalla contra el líder militar de Mikene, El General Negro (Ankoku Daishogun). Luego de ser vencido por el Gran Mazinger, las fuerzas de Mikene es liderada por el Dr. Hell, quien fue revivido por el Emperador para servirle como su Gran Mariscal del Infierno.

## Personajes

### Amigos y aliados
- Dr. Kenzo Kabuto (兜 剣造 Kabuto Kenzō?): hijo del Dr. Juzo Kabuto, quien luego de sufrir un terrible accidente durante un experimento con la Energía Fotónica, fue reconstruido por su padre como un cyborg. Es el padre biológico de Koji y Shiro Kabuto, así como adoptivo de los huérfanos Tetsuya Tsurugi y Jun Hono. Construyó la Fortaleza de la Ciencia y al Gran Mazinger para enfrentarse a los 7 Ejércitos de Mikene. Es un hombre serio y duro de carácter, sin embargo, en los momentos cruciales, es capaz de sacrificarse por los demás.

- Tetsuya Tsurugi (剣 鉄也 Tsurugi Tetsuya?): también llamado Tatsu Tsurugi en algunas versiones. Es el piloto del Gran Mazinger. Fue un huérfano adoptado por el Dr. Kenzo Kabuto que no recuerda a sus verdaderos padres. Es de carácter fanfarrón, prepotente y orgulloso, sin embargo, tiene un gran corazón y su lucha con el Gran Mazinger es para defender la paz, a sus amigos y superarse a sí mismo. Tiene traumas de la infancia por el hecho de haber sido huérfano, lo que hacia el final de la serie lo hace sentirse celoso de las familias de Koji y Sayaka. Fue entrenado por el Dr. Kabuto a partir de los 13 años de edad aproximadamente en una isla desierta, vivió en un orfanato donde tuvo amigos, pero que por un terrible accidente hizo que intentara olvidar esa etapa.

- Jun Hono ( (炎ジュン Honō Jun?): piloto de Venus A. Es hija de un afroamericano y una japonesa, por lo que es morena. Llegó a un momento en el que tuvo que enfrentarse no sólo al rechazo de personas racistas por esto, sino también con el suyo por renegar éste origen. Es decidida, cariñosa, seria, e independiente.

- Boss (ボス Bosu?): piloto del Boss Borot o Robot Boss. Torpe, despistado y fanfarrón. Al principio de la serie tiene una rivalidad con Tetsuya porque lo deja en ridículo, mas su valentía y ayuda en momentos cruciales salvarán más de una vez al Gran Mazinger. Junto con sus dos amigos Nuke y Mucha, más Shirō Kabuto, son los únicos personajes protagonistas que continúan ininterrumpidamente en esta serie desde Mazinger Z.

- Nuke (ヌケ?): uno de los ayudantes de Boss, es un muchacho tonto y delgado con una franela roja. Es miedoso y tímido, su imagen de tonto es afianzada porque siempre tiene un moco colgando de la nariz. Sigue a Boss en todos sus planes renuentemente porque sospecha que siempre algo saldrá mal.

- Mucha (ムチャ?): el otro amigo de Boss, es un muchacho con una bufanda verde, dientón de baja estatura y ojos pequeños. Es más valiente que Nuke y siempre da consejos a Boss quien nunca le hace caso, sigue a Boss en todos sus proyectos aunque siempre dice que fracasarán y hasta el por qué.

- Shirō Kabuto (兜 シロー Kabuto Shirō?): hermano de Koji Kabuto, el piloto de Mazinger Z. Al principio de esta serie se cree huérfano hasta que descubre que el Dr. Kabuto es su padre. Trata de ser independiente ahora que no está Koji. En esta serie tiene una novia Aruna, y es piloto del Robot Jr. o Minirobot.

### Antagonistas
- General Negro de Mikene (暗黒大将軍 Ankoku Daishogun?): también llamado Gran Señor de las Tinieblas o Gran Señor de la Oscuridad en algunas versiones. Es el líder de los 7 Ejércitos de Mikene, autoritario y despiadado. Sirve al Emperador de la Oscuridad y sufre las torpezas de sus subalternos. Tiene una rivalidad con el ministro Argos por la que más de una vez se frustrarán los planes de ambos. Muere a mitad de la serie en una batalla épica con el Gran Mazinger. Prefiere la acción directa como táctica.

- Los 7 Generales

- General Rigarn: Comandante de los robots en forma de bestia, es mitad cuadrúpedo, siente especial desprecio por el duque Gorgón que es mitad bestia como él, pero mucho más pequeño.
- General Birdler: Comandante de las bestias en forma de ave.
- General Draco: comandante de las bestias en forma de reptil, gusta de trampas y planes elaborados, que se frustran cuando tiene que trabajar en equipo.
- General Julio César: comandante de las bestias de forma humana, le gusta pelear sucio, no trabaja en equipo y es cobarde.
- General Angoras: comandante de las bestias en forma de anfibios, peces y criaturas marinas, le gusta actuar con precaución.
- General Scarabeth: comandante de las bestias en forma de insectos, se preocupa por la suerte de sus bestias y no ataca frontalmente.
- General Jardias: líder de las bestias en forma de fantasma, es un esqueleto con la cabeza al revés y una guadaña, sus bestias realizan ataques psíquicos y brujerías.
- Ministro Argos (アルゴス大臣 Arugosu Daijin?): jefe de la división de inteligencia de Mikene, su subalterno es el duque Gorgón. El Ministro Argos lleva su cabeza en la mano, y una grabadora en el pecho, tiene sus propias bestias, prefiere los planes elaborados, es rival del General Negro.

- Duque Gorgón (ゴーゴン大公 Gōgon Taikō?): su apariencia recuerda a la de una especie de  Centauro; es mital soldado romano, mitad tigre cyborg. Es el segundo en el cuerpo de inteligencia de Mikene, fue aliado del Dr. Infierno en Mazinger Z, pero lo dejó morir al ver que su ayuda no le servía. Logró lo que más nadie pudo, destruir a Mazinger Z en el último episodio, pero sus nuevas bestias fueron derrotadas por el Gran Mazinger, es rival del General Rigarn. El Duque Gorgón murió en la mitad de la serie. Es el único villano que continúa  desde la serie Mazinger Z.

- Marquesa Janus (ヤヌス侯爵 Yanusu Kōshaku?): llegó para sustituir al Duque Gorgón luego de la muerte de éste, y ser comandante de la base de la isla volcánica. Es también la líder del cuerpo de Catros, un grupo de combatientes con agilidad y aparariencia felina. A veces tiene la apariencia de una mujer bella y puede cambiarse a un monstruo. También puede aparecer de estatura normal.

- Gran Mariscal del Infierno (地獄の大元帥 Jigoku no daigensui?): sustituyó al General Negro de Mikene como líder de los siete ejércitos. Es el Dr. Hell revivido en un cuerpo mikene por el Emperador de las Tinieblas. Desea con muchas ansias destruir al Gran Mazinger y a Mazinger Z; a este último por matarlo la primera vez.

- Emperador de las Tinieblas/Oscuridad (闇の帝王 Yami no teiō?): su primera aparición fue sólo como una voz en el episodio final de Mazinger Z. Es el líder supremo de los Mikene, por encima del General Negro y el ministro Argos, o del Mariscal del Infierno. A mitad de la serie comienza a manifestar su forma física, siendo una especie de flama gigante o un gigante con cuerpo incandescente. A pesar de ser fuerte y temido, su existencia se halla atada a su Imperio, por lo que no puede salir a combatir él mismo a sus enemigos y depende de sus subalternos para llevar a cabo su ambición de conquistar el mundo.

## Los robots
Gran Mazinger
Construido por el profesor Kenzo Kabuto, cuando previó que el Mazinger Z que estaba construyendo su padre no sería lo suficientemente fuerte para vencer la amenaza de los Mikenes. Hecho de Super Aleación Z, una versión mejorada de la aleación Z de la que estaba hecho el primer Mazinger. Algunas de sus armas son las mismas que las de Mazinger Z: Rayos láser, rayos fotónicos, misil fotónico y viento mortal (igual al aire huracanado de Mazinger Z). Sus puños atómicos tienen un filo y rotan al ser disparados lo que los hace superiores a los de Mazinger Z, más adelante en el episodio Golpe de presión de barreno, se perfeccionan al poder sacar unas cuchillas en forma de taladro aumentando su poder.
Desde un principio cuenta con alas integradas que puede plegar o desplegar de su espalda, evitando tener que acoplarse a un Jet scrander como Mazinger Z, sin embargo estas no tienen armas, aunque son lo suficientemente afiladas para cortas bestias.
Más adelante le construyen el Jet booster, un escrander gris gigante, que Gran Mazinger puede montar o acoplarse en la espalda, el cual si tiene armas, Jet Booster es independiente de Gran Mazinger y puede incluso rescatarlo si Tatsu se encuentra inconsciente.
Las nuevas armas las usó contra las bestias que derrotaron a Mazinger Z, en el episodio final Duelo a muerte, siendo la causa de su victoria:
Rayos fulminantes: sus orejas actúan como pararrayos llamando corrientes eléctricas de millones de voltios que las impactan y que luego puede dirigir con el dedo índice de una o ambas manos contra sus enemigos. Es un arma muy poderosa, las bestias no suelen resistir uno solo de estos ataques.
Gran Boomerang: la V que Gran Mazinger tiene en el pecho y con la que dispara los rayos fotónicos puede usarla contra sus enemigos arrojándola como un bumerán de gran poder cortante.
Espada Mazinger: de unas fundas en sus muslos Gran Mazinger puede sacar una o dos espadas romanas tipo gladius (en este caso dice Doble Espada Mazinger), las utiliza para arrojarlas o para combatir cuerpo a cuerpo como contra el General Negro.
Espina Mortal: un arma nueva que se le agregó en el episodio Ahora o nunca patada de rotación, es una púa que sale de sus rodillas y que clava en sus enemigos con un rodillazo.
Patada de rotación: un arma nueva que se le agregó en el episodio Ahora o nunca patada de rotación, es un filo que sale de la parte frontal de sus piernas y que sirve para cortar a sus enemigos con una especie de patada voladora de artes marciales.
Gran Mazinger sale del mar de un remolino frente a la Fortaleza de la Ciencia. En otros episodios se detalla que el remolino lo forma una turbina submarina, Gran Mazinger sale catapultado con sus propios pies y sale en seco. La turbina es un arma secreta capaz de disparar rayos fotónicos para defender el centro.
Al igual que Mazinger Z, Gran Mazinger es controlado por un pilder que aterriza en su cabeza, el de Gran Mazinger se llama Cerebro Cóndor o Cóndor del Espacio, vuela a Match 3 y puede disparar misiles, también está hecho de super aleación Z, lo que le permite incluso atravesar bestias mecánicas.
Gran Mazinger puede volar a Mach 3 (el triple de la velocidad del sonido) como velocidad máxima (en un episodio no puede alcanzar ni a ver siquiera a una bestia que volaba a Mach 5) y a una altura máxima de 50.000 metros. Tiene aproximadamente 21 metros de altura, un poco más alto que Mazinger Z que mide 18 metros.
Mazinger Z
Aunque parezca que no salga pero sale en pequeños cortos o memorias y al final de la serie. Es mejorado para combatir a los 7 ejércitos mikene y ayuda a Gran Mazinger a acabar con ellos.
Venus A
Robot femenino de la serie piloteado por Jun Hono, Venus es más poderosa que sus predecesoras Afrodita A y Diana A, desde su aparición en el episodio "La Venus Indomable", cuenta con los misiles fotónicos (arroja los senos), y los misiles digitales (arroja las falanjes de sus dedos), además de tener rayos láser. Como los Mazingers tiene un pilder que se acopla en su cabeza, por lo que el (la) piloto puede abandonarla con seguridad en caso de peligro (y no como Afrodita, que Sayaka no podía bajarse de ella o Diana que lo que tenía Sayaka para salir era una motocicleta). Su pilder se llama Estrella Reina, es blanco y carece de armas. Venus tiene su propia base de lanzamiento en una cascada.
Más adelante en la serie, Venus tiene su propio scrander para volar, que es lanzado desde el puente de la Fortaleza de la ciencia, el scrander de Venus no tiene armas, pero es afilado como para cortar en dos a una bestia.
Boss Borot, Robot Boss o Robot Jefe
Es el mismo Robot Boss de Mazinger Z, construido con chatarra por los profesores Mori Mori,  Sewashi y Nosori, en el episodio de Mazinger Z "Robot Boss a toda máquina". No tiene armas, no vuela, no tiene planeador y está hecho de hojalata de un basurero, es el elemento cómico de la serie y una auto parodia que se hizo Go Nagai a sus mechas. En Gran Mazinger dada la rivalidad de Boss con Tetsuya, intenta volar por todos los medios, utilizando fuegos artificiales, alas de mariposa, globos y una sombrilla. A veces lo logra pero siempre se cae estrepitosamente, es dejado en ridículo más de una vez por el cuervo Mirna y es blanco fácil para la hipnosis del General Gardias o la Marquesa Janus, por lo cual más de una vez se rebela y lucha contra los buenos.
A veces se construye armas o accesorios, como granadas de mano, martillos, taladros y hasta sus propios puños atómicos con golpe de presión de barreno que al estar hechos de basura se deshicieron solos al dispararse.
Boss Borot es invencible, porque a pesar de ser casi destruido en cada episodio, siempre vuelve a salir, debe ser barato de reparar. Boss Borot es el único que aparece en todas las series de Mazinger, incluyendo las sucesoras de Gran Mazinger: UFO Robot Grendizer (un episodio) y los ovas de Mazinkaiser.
Mini Robot o Robot Jr
Robot construido por el Dr Kenzo Kabuto como juguete para su hijo Shiro, tiene la apariencia de un jugador de béisbol y su arma más versátil es un bate de béisbol. Además, consta de unos pequeños misiles en la parte trasera de los brazos. El casco es su planeador para pilotarlo. A pesar de ser un juguete más de una vez, salva la situación. Su aparición es, no obstante, irregular, porque el Dr Kabuto no quiere que Shiro corra peligro.
Bestias mecánicas
Las bestias de Mikene son seres vivos, personas que vivían en la antigua isla Griega de Mikene y que se mantienen vivas gracias a la cibernética y han sido convertidas por los generales de las tinieblas en bestias de combate para alguno de los 7 ejércitos, siempre tienen dos rostros uno en la cabeza y el otro en cualquier otra parte del cuerpo: la frente, las manos, el pecho, la lengua, la cola. La mayoría no tienen voluntad propia ni consciencia de sí mismos, a excepción del príncipe de Mikenes Querubinius, convertido en bestia en forma de ángel y manejado por Julio César, de la bestia jerunika en el episodio 52 y las bestias birbian, sharaga, suraba, ligorn y dante en la ova "Mazinger z vs el General Negro". Incluso más de un individuo puede formar una bestia, acoplándose como una bestia en forma de Dragón - Pegaso, otra Tanque - Ave, y Iguana, un reptil de dos cuerpos.
Ya aparecieron en Mazinger Z comandadas por el duque Gorgón, la primera Julius Beta 3, y las últimas que derrotaron a Mazinger Z, Graconius y Piranius (también llamadas Gemelos de la Muerte y Escarabajo Asesino) enviadas por el General Negro y comandadas por el duque Gorgón, aunque los monstruos del Duque Gorgón tenían partes orgánicas de animales en vez de humanos. En un recuerdo en la memoria de Kerubinius, se ve que el pueblo de Mikene era un lugar pacífico y que solo usaba su tecnología para defenderse de los invasores, y que fue el General Negro quien esclavizó a la ciudad y usó a los ciudadanos para crear sus ejércitos, aunque no se tiene una historia muy clara del origen de estos seres.
Mazinger Z
Tras su derrota en el último episodio de la serie original, Mazinger Z vuelve a ser reconstruido y hace aparición a partir del capítulo 53. El Profesor Yumi llama a Koji Kabuto para que vuelva a pilotar al robot ya que tanto Gran Mazinger como Venus A no son suficientes para parar a las fuerzas demoníacas. Durante los cuatro episodios finales, Mazinger Z toma prácticamente el protagonismo para convertirse en el principal enemigo de las fuerzas de Mikene. Utiliza las mismas armas que en la serie original, habiendo sido adecuadamente reforzado mediante la nueva Super Aleación Z.
Diana A
Aparece en el último episodio de Gran Mazinger para sumarse a la batalla, esta vez haciendo uso de los Rayos Láser en vez del clásico Rayo Escarlata.